# Эктима
Эктима — бактериальная инфекция кожи, которая начинается с пузырька, покрывающегося коркой. Если корка отпадёт, могут образоваться чётко очерченные язвы размером до 3 сантиметров. Также могут становиться крупными лимфатические узлы. Чаще всего поражаются ноги. К осложнениям относятся целлюлит и постстрептококковый гломерулонефрит.
Чаще всего это заболевание вызывают стрептококки группы А (бета-гемолитические) (СГА) или золотистый стафилококк. К факторам риска относятся несоблюдение правил гигиены, плохое питание, внутривенное введение наркотиков и ослабленная иммунная система. Заболевание может привести к осложнению укусов насекомых или дерматита. Эктима — разновидность импетиго. К другим заболеваниям, которые могут проявляться аналогичным образом, относятся гангренозная эктима, фурункул, укусы пауков и сибирская язва.
Лечение заключается в приёме антибиотиков в течение нескольких недель и улучшении питания. Корки можно удалить с помощью ткани, смоченной в растворе из половины стакана белого уксуса и литра воды. Затем на поражённый участок наносят три раза в день кремы с фузидиевой кислотой или мупироцином. В более тяжёлых случаях можно использовать внутрь диклоксациллин или цефалексин. Повреждения обычно заживают в течение нескольких недель, но оставляют шрам.
Эктима встречается редко. Это заболевание встречается у людей всех возрастов, хотя чаще всего им страдают дети и пожилые люди. Термин означает «гнойные пустулы» и происходит от греческого слова «вырываться наружу в виде жара или телесной жидкости». В английском языке этот термин используется по меньшей мере с 1822 года.